# Point of interest
Point of interest (POI), på svenska intressepunkt. Många kartprogram och GPS:er har funktioner för att skapa listor över POI. Det är vanligen en lista med koordinater där varje koordinat också har ett namn, beskrivning och typ. Typen kan vara svampställe, badplats, bensinmack eller geocache. Exakt vilka data som lagras om varje koordinat och vilka olika typer som finns beror på vilken programvara/GPS du använder. Vissa webbplatser samlar POI för att dela med sig till andra.
Att använda intressepunkter för att få en varning om framförvarande fartkameror är ett vanligt användningsområde. Vanligen kan man få en varning då man befinner sig i närheten av en intressepunkt, eller/och håller en högre hastighet än den angivna för en intressepunkt.